# Ancorina suina
Ancorina suina är en svampdjursart som beskrevs av Wiedenmayer 1989. Ancorina suina ingår i släktet Ancorina och familjen Ancorinidae. Inga underarter finns listade i Catalogue of Life.